# Pękosław (województwo świętokrzyskie)
Pękosław – wieś w Polsce, położona w województwie świętokrzyskim, w powiecie jędrzejowskim, w gminie Wodzisław.
| SIMC    | Nazwa      | Rodzaj  |
| ------- | ---------- | ------- |
| 1016530 | Jeziorówka | kolonia |
| 1016581 | Kowalów    | kolonia |
| 0279380 | Zagórze    | kolonia |

W latach 1975–1998 miejscowość administracyjnie należała do województwa kieleckiego.